# Stazione di Shin-Narashino
La stazione di Shin-Narashino (新習志野駅?, Shin-Narashino-eki) è una stazione ferroviaria di Narashino, città della prefettura di Chiba, in Giappone. La stazione è servita dalla linea Keiyō della JR East.

## Linee e servizi
East Japan Railway Company
■ Linea Keiyō
■ Linea Musashino (servizio diretto)

## Struttura
La stazione è dotata di due marciapiedi laterali e uno a isola centrale con quattro binari passanti su viadotto.
| 1 | ■ Linea Keiyō     | per Kaihin-Makuhari, Soga, Shimousa-Ichinomiya e Kisarazu |
| 2 | ■ Linea Keiyō     | per Kaihin-Makuhari, Soga, Shimousa-Ichinomiya e Kisarazu |
| 2 | ■ Linea Keiyō     | per Maihama, Shin-Kiba e Tokyo                            |
| 2 | ■ Linea Musashino | per Nishi-Funabashi, Shin-Matsudo e Fuchū-Honmachi        |
| 3 | ■ Linea Keiyō     | per Maihama, Shin-Kiba e Tokyo                            |
| 3 | ■ Linea Musashino | per Nishi-Funabashi e Shin-Matsudo                        |
| 4 | ■ Linea Keiyō     | per Maihama, Shin-Kiba e Tokyo                            |
| 4 | ■ Linea Musashino | per Nishi-Funabashi e Shin-Matsudo                        |

## Stazioni adiacenti
| «                                       | Servizio        | »                |
| Linea Keiyō                             | Linea Keiyō     | Linea Keiyō      |
| Linea Musashino                         | Linea Musashino | Linea Musashino  |
| --------------------------------------- | --------------- | ---------------- |
| Minami-Funabashi                        | Locale Shimousa | Makuharitoyosuna |
| Il Rapido e il R. Pendolari non fermano |                 |                  |